# Géographie du Panama
Entouré par la mer des Caraïbes, l'océan Pacifique, la Colombie (225 km de frontière) et le Costa Rica (330 km), le Panama est un pays d'Amérique centrale, situé à 9° nord et 80° ouest et s'étendant sur 78 640 km2.
Le canal de Panama permet aux bateaux de passer de l'océan Atlantique à l'océan Pacifique et inversement, sans devoir contourner le continent américain par le sud de l'Argentine.

## Formation
Le territoire de Panama est né il y a 15 millions d'années d'un phénomène de subduction qui a créé un groupe d'îles. Elles représentent aujourd'hui les péninsules de Azuero et Burica. La spécificité de ce territoire s'il est comparé à ses voisins est qu'il est issu de la collision des plaques des Caraïbes, de Nazca et celle de l'Amérique du Sud alors que les pays de l'isthme se sont créés par le contact de celle des Caraïbes et de celle de Cocos.

## Carte politique

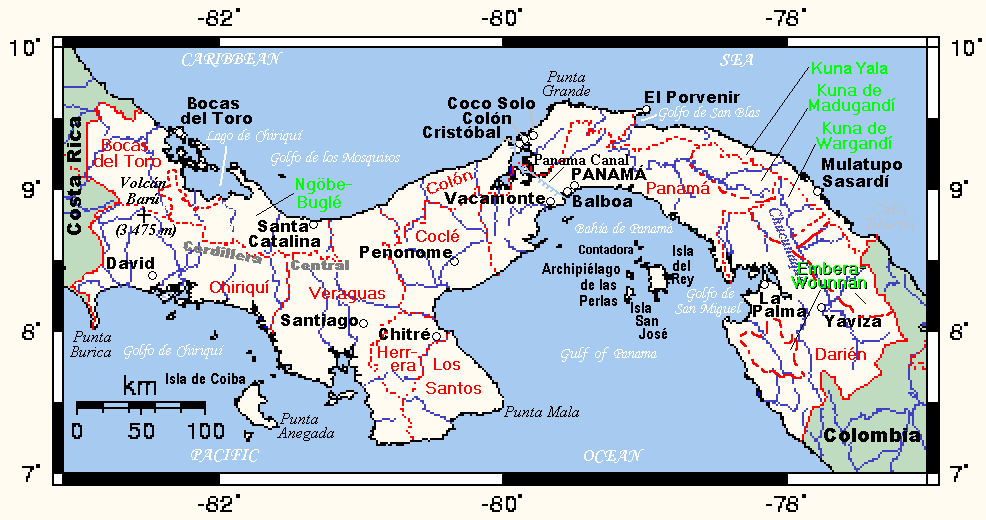
Carte du Panama : provinces (en rouge) et comarques (en vert), 2005.

Le pays est divisé en 9 provinces auxquelles viennent s'ajouter les 5 comarques indigènes : Emberá-Wounaán, Kuna Yala, Ngöbe-Buglé (niveau province), Madungandí et Wargandí (niveau corregimientos). Les provinces n'ont pas changé depuis la déclaration d'indépendance en 1903. Leurs subdivisions sont les districts à leur tour divisés en corregimientos (qui sont eux modifiés en fonction des mouvements de population).
Les frontières avec le Costa Rica et la Colombie sont clairement démarquées et ne sont plus l'objet de différend depuis la fin des années 1980. Le pays bénéficie d'autre part d'une ZEE de 200 milles nautiques.

## Côtes

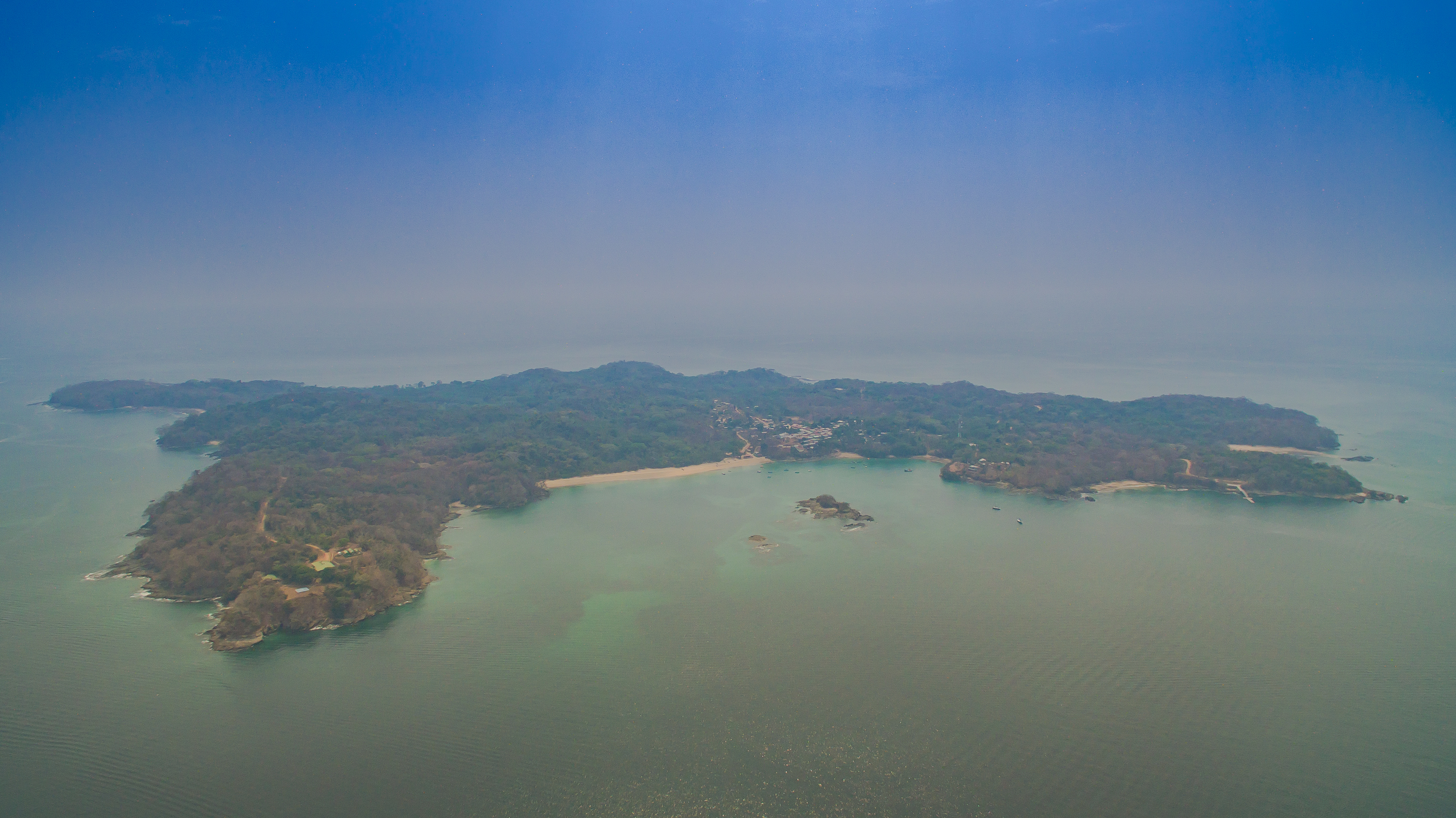
Archipel des Perles sur la côte pacifique.

La côte nord est semée de ports naturels. Le port de Cristóbal, situé à la sortie du canal dans la mer des Caraïbes, est le seul à bénéficier d'importantes infrastructures. Cependant, les nombreuses îles de l'archipel de Las Bocas del Toro, fournissent un abri suffisant pour le port bananier d'Almirante.
À l'ouest la côte est découpé en baie Almirante, laguna de Chiriquí et golfe des Moustiques.
Du côté de la frontière colombienne, la côte est ornée d'environ 350 îles qui s'étendent sur environ 160 km.
Sur la côte Pacifique, il y a les golfes de Chiriquí, de Panama, de Parita et de San Miguel.
Le port principal est Balboa mais les profondeurs n'étant pas suffisantes ajoutées à une forte marée ne permettent pas vraiment le développement de ports importants. Environ 1000 îles se trouvent dans la partie sud du pays dont celle de Taboga, dévouée au tourisme qui est visible depuis Panama.
Située à vingt kilomètres des côtes panaméennes, l'Île Coiba a servi de prison jusqu'en 2004. Cet isolement a permis de préserver la forêt primaire et les fonds marins. Aujourd'hui, on peut visiter le site inscrit au patrimoine mondial, et les cellules grignotées par la jungle.

## Relief

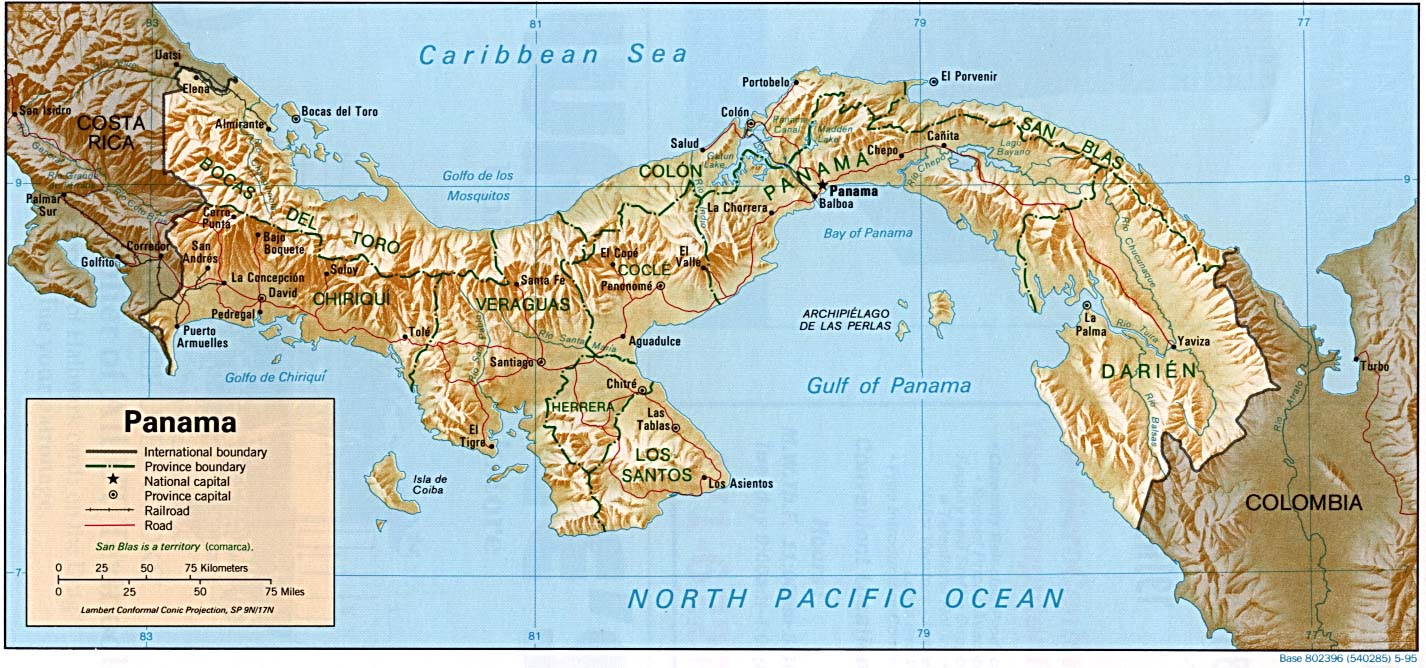
Carte détaillée du relief du Panama

Le relief est marqué par une chaîne de montagnes qui forme une division du territoire par le milieu. La partie nord ne fait pas partie de la chaîne d'Amérique du Nord et seulement la partie la plus proche de la frontière colombienne fait partie de l'ensemble andin. La majeure partie du relief est due à l'activité volcanique et est considérée comme la cordillère centrale par les géographes.
Le Volcán de Chiriquí, situé sur la cordillère de Talamanca, culmine à 3 474 m et bien qu'il ne soit plus actif depuis des millénaires, il garde le nom de volcan. La partie qui l'entoure est la plus riche du pays au niveau sol.

## Cours d'eau

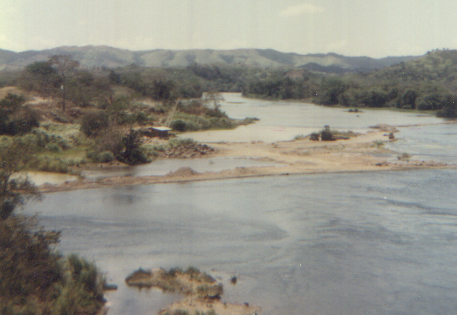
Le Río Chagres en 1986.

Un peu moins de 500 cours d'eau arrosent le territoire escarpé. La plupart sont des torrents descendant des hautes terres, et sont complètement innavigables. Seuls le Río Chepo et le Río Chagres sont exploités comme source d'électricité.
Le Río Chagres est un des plus longs des 150 fleuves qui alimentent la mer des Caraïbes. On retrouve sur son cours le lac Gatún et le lac Madden qui fournissent l'électricité à toute la zone environnante.
Le Río Chepo se jette quant à lui dans le Pacifique et, à l'image des 300 fleuves qui se jettent de ce côté, est beaucoup moins tumultueux. La raison est la plus faible déclinaison du terrain et cette partie comprend aussi le seul fleuve navigable : le Río Tuira.

## Lacs
Il n'existe que 3 lacs qui sont des lacs de barrage artificiels :
- Le lac Alajuela
- Le lac Bayano, retenue du barrage de Bayano
- Le lac Gatún

## Climat

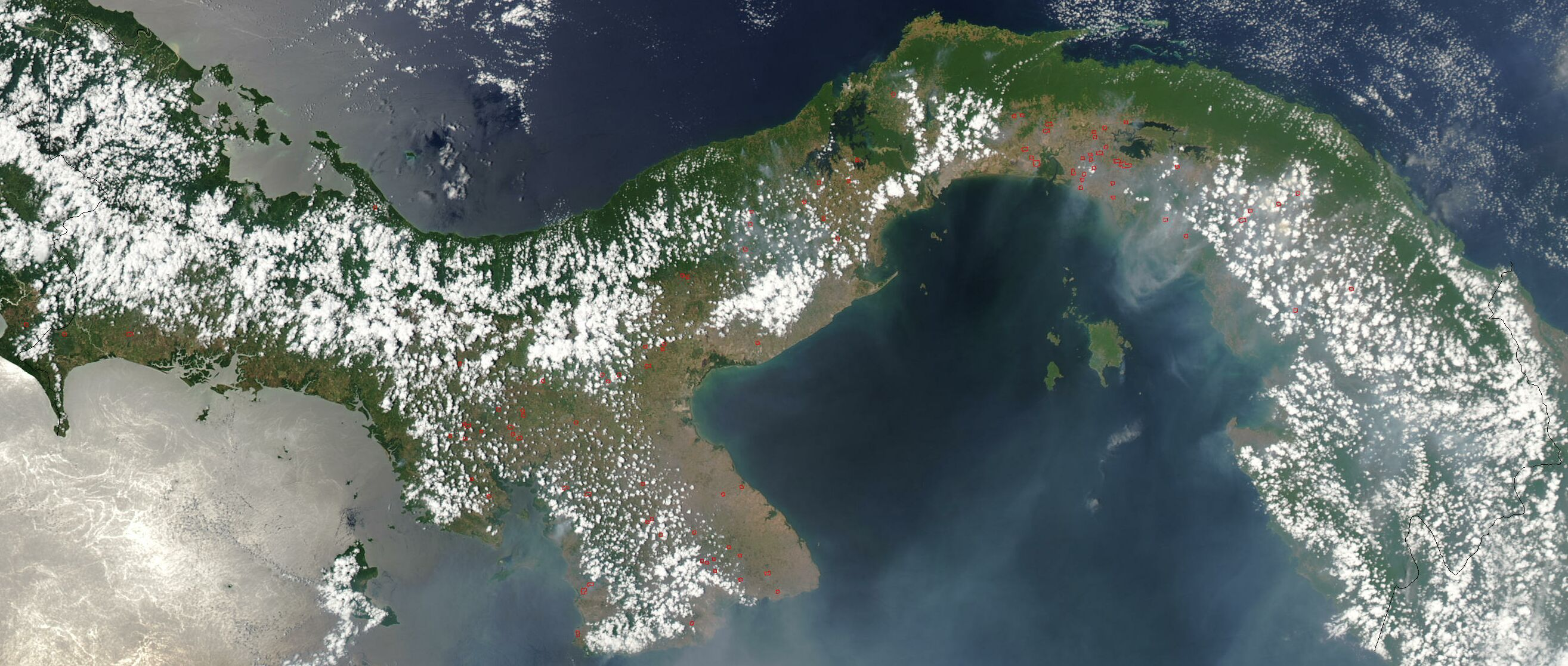
Image satellite du Panama en mars 2003

L'ensemble du territoire se situe dans la zone tropicale et connait des températures uniformes et hautes. Il y a très peu de variations saisonnières. Durant la saison sèche, les températures se situent entre 24 °C et 32.6c
D'autre part, les températures sont supérieures sur la côte Caraïbe que sur la partie Pacifique. Dans les montagnes, les températures peuvent descendre en dessous de 0 °C.
Les régions climatiques sont plutôt divisées sur la base des précipitations que sur les températures. Les précipitations, essentiellement composées de pluie, varient de 1,3 à 3 mètres selon les années et ont lieu durant la saison des pluies qui s'étire d'avril à décembre malgré quelques différences sur la longueur. Le cycle pluvieux est déterminé par trois facteurs principaux :
- L'humidité des Caraïbes est déterminée par les vents du nord et du nord-est. Ceux-ci prévalent sur une majeure partie de l'année.
- La division continentale qui forme un bouclier aux précipitations et prive les basses terres de la côte pacifique.
- Les vents du sud-ouest pacifique arrosent la partie sud du pays, mais sont bloqués par la péninsule d'Azuero. Cela a pour effet de priver la partie centrale du pays.

Les précipitations sur la partie sud sont environ égales à la moitié de celles sur la côte caraïbe. Malgré des épisodes orageux particulièrement violents le pays est hors des couloirs cycloniques.

## Flore

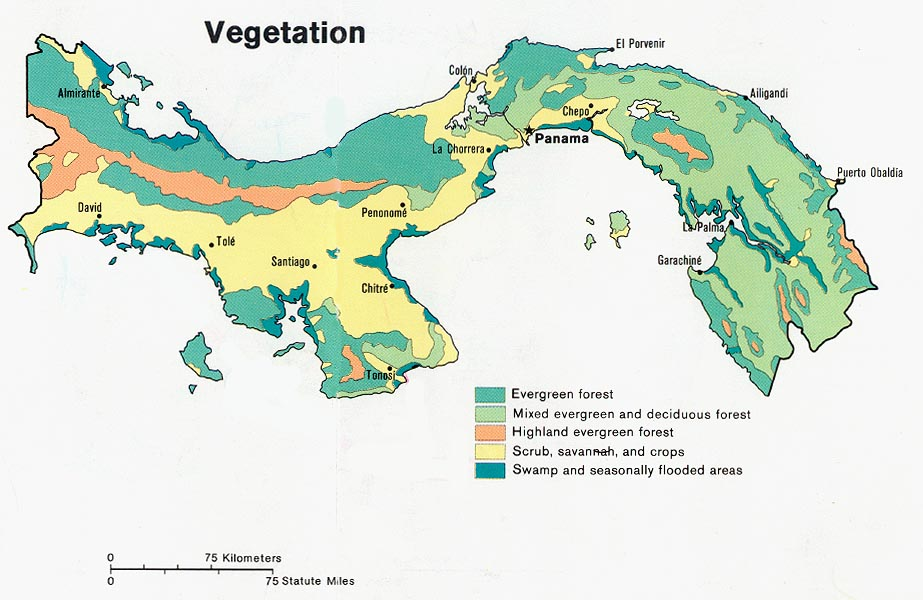
Végétation du Panama, 1981

Le territoire tropical de Panama accueille un grand nombre de plantes et 40 % du territoire sont recouverts de forêts malgré une réduction de moitié depuis les années 1940. La majeure partie de l'agriculture, de subsistance, est composée de maïs, de haricots et de divers tubercules. Les terres arables sont principalement situées dans le nord-est et le sud-ouest du pays. La principale culture d'exportation est la banane dont la production recouvre la majeure partie des deux côtes.

## Récapitulatif

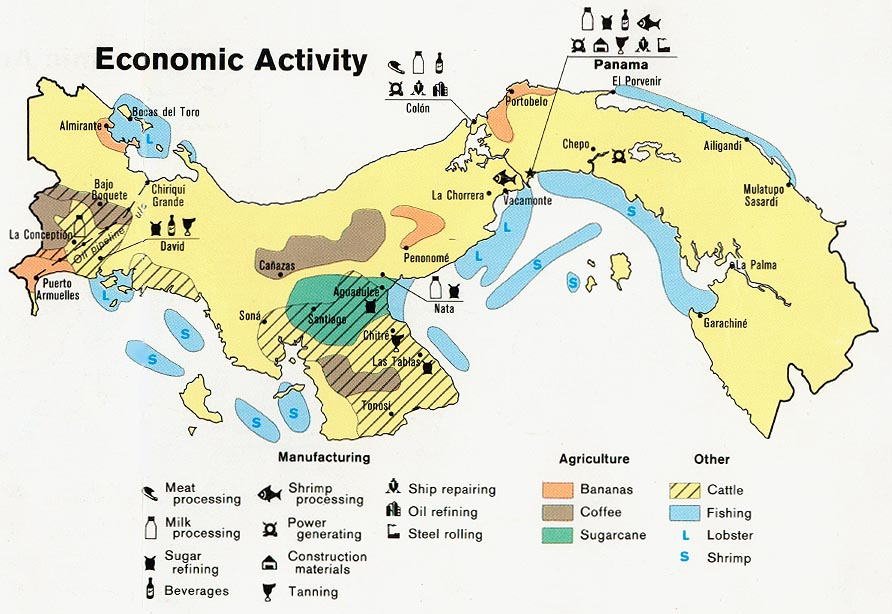
Activités économiques du Panama, 1981

Coordonnées géographiques : 9° 00′ N, 80° 00′ O
Références cartographiques :
Amérique centrale et les Caraïbes
Territoire:

total :
78 200 km2

terre :
75 990 km2

eaux :
2 210 km2
Frontières :

total :
555 km

pays :
Colombie 225 km, Costa Rica 330 km
Côtes :
2 490 km
Souveraineté maritime:

zone continue :
24 milles nautiques (44 km)

zone économique exclusive :
200 milles nautiques (370 km)

mer territoriale :
12 milles nautiques (22 km)
Climat :
Climat tropical maritime ; chaud, humide, nuageux ; longue saison des pluies (de mai à janvier), saison sèche courte
Terrain :
intérieur des terres escarpé et montagneux ; régions côtières planes ou faiblement vallonnées
Points extrêmes :

point le plus bas :
Océan Pacifique 0 m

point culminant :
Volcan de Chiriqui 3,475 m
Ressources naturelles :
Hydroélectricité
Utilisation des terres (1993) :

terres arables:
7 %

cultures permanentes :
2 %

pâtures permanentes :
20 %

forêts :
44 %

autres :
27 %
terres irriguées (1993) :
320 km2
Dangers écologiques :
NA
Environnement - problèmes actuels :
- Pollution de l'eau par l'agriculture qui détruit la faune des rivières
- Déforestation de la forêt tropicale
- Dégradation du terrain due à l'exploitation du canal

Environnement - accords internationaux :

signés :
Convention sur la diversité biologique, Programme des Nations unies sur le changement climatique, Protocole de Kyoto, Désertification, Convention sur le commerce international des espèces de faune et de flore sauvages menacées d'extinction, Convention de Stockholm sur les déchets dangereux, Convention des Nations unies sur le droit de la mer, Convention sur la prévention de la pollution des mers résultant de l'immersion de déchets, Interdiction des essais nucléaires, Protection de la couche d'ozone, Pollution marine, Accord international sur les bois tropicaux (1983 et 1994), Zones humides, chasse à la baleine

signé mais pas ratifié :
Conservation de la vie maritime